# Lãnh đạo
Lãnh đạo là một quá trình của một cá nhân tìm cách gây ảnh hưởng lên một cá nhân khác hoặc một nhóm cá nhân khác để đạt được mục tiêu chung.
Lãnh đạo một quá trình ảnh hưởng mang tính xã hội trong đó lãnh đạo tìm kiếm sự tham gia tự nguyện của cấp dưới nhằm đạt mục tiêu của tổ chức.
Lãnh đạo là một trong những khái niệm quan trọng nhất trong khoa học về tổ chức - nhân sự..
Những người lãnh đạo thường có thu nhập cao hơn rất nhiều lần so với những người đi theo họ

## Xu hướng và chuyển dịch
Theo các nghiên cứu của lý thuyết lãnh đạo hiện đại, Quyền lực lãnh đạo có thể hình thành từ 4 nguồn như từ chức vụ, chuyên môn, tố chất, hoặc hệ thống đem lại. Tuy nhiên, trong một xã hội văn minh, càng ngày quyền lực do chức vụ, địa vị đem lại càng giảm. Trong xã hội tiến triển ở bậc càng cao, quyền lực đơn thuần do chức vụ đem lại càng phải ít đi và lãnh đạo càng phải chú ý đến quần chúng mà mình muốn tập hợp hoặc dưới mình hơn.
Lãnh đạo thế kỷ 21 được nhấn mạnh vào sự ảnh hưởng nhưng theo nghĩa quá trình. Tính quá trình được hiểu với các đặc trưng sau đây:
- ghi nhận người lao động ở tính năng lực
- nhấn mạnh vào việc phát triển người lao động về năng lực.
- tập trung sinh lực vào thấu hiểu và hỗ trợ nhu cầu của cấp dưới
- nâng khả năng thích ứng của nhân sự, hay còn gọi là khả năng thay đổi liên tục với môi trường

## Những tố chất
Theo các nhà nghiên cứu và tổng kết của các giáo sư McShane và Von Glinow trong giáo trình của McGraw-Hill Inc., để trở thành một lãnh đạo, cần hội tụ 7 nhân tố sau: nhạy cảm, chính trực, nghị lực, tự tin, động lực, trí thông minh và kiến thức chuyên môn.

## Phong cách lãnh đạo
Có nhiều cách phân loại phong cách lãnh đạo khác nhau tùy thuộc vào tiêu chí lựa chọn. Nếu dựa trên cách thức động viên người dưới quyền, ta có thể chia lãnh đạo thành 2 phong cách chính là lãnh đạo giao dịch (Transactional Leadership) và  lãnh đạo chuyển đổi (Transformational Leadership). Ưu điểm của phong cách lãnh đạo giao dịch là góp phần hình thành một quy trình phát triển nhất quán. Trong khi đó, lãnh đạo chuyển đổi mang đến cho nhân viên cơ hội để sáng tạo, suy nghĩ táo bạo hơn và sẵn sàng đề xuất các giải pháp mới. Do đó, lãnh đạo chuyển đổi là lựa chọn hợp lý khi doanh nghiệp cần đến sự thay đổi, nhưng không phù hợp với các doanh nghiệp mới thành lập (start-up), chưa hoàn thiện cơ cấu và quy trình làm việc.